# Ličinka
Ličinka (s tujko larva) je stopnja v razvoju tistih organizmov, pri katerih v kasnejšem življenju nastopi preobrazba. Gre za mladostniško (juvenilno) stopnjo, ki se začne z izvalitvijo iz jajca in konča z nastopom spolne zrelosti. Tako kot »preobrazba« tudi »ličinka« ni povsem natančen izraz, saj označuje povsem različne oblike pri povsem nesorodnih organizmih, kot so žuželke, dvoživke in ožigalkarji. Definicija je problematična tudi zato, ker imajo mnoge vrste v teh skupinah posebnosti pri razvoju, ki otežujejo jasno razmejitev stopenj.
Pojav ličinke pojmujemo kot prilagoditev, ki omogoča, da mlade in odrasle živali iste vrste zasedajo različne ekološke niše, s čimer se zmanjša znotrajvrstno tekmovanje za vire. S tem je povezana ena od posebnosti pri razvoju - neotenija. To je pojav, kjer žival dobi funkcionalne spolne organe, na zunaj pa ohrani lastnosti ličinke. Najpogosteje se pojavlja pri dvoživkah (npr. pupkih), kjer lahko ob ustreznih pogojih žival vse življenje ostane v tej obliki.
Ličinke nekaterih živali imajo svoja imena:
- gosenica (ličinke metuljev)
- navplij (ličinke mnogih rakov)
- zoea (ličinke deseteronožcev)
- trohofora (ličinke mnogoščetincev, mehkužcev idr.)
- paglavec (ličinke dvoživk)